# Anunna
Die Anunna (sumerisch DINGIRA.NUN.NA, die vom Samen Anus sind) stellen in der sumerischen Religion den göttlichen Ältestenrat dar. Die Anunna wurden zusätzlich mit dem Titel DINGIRGAL.GAL.E.NE (die Großen der großen Götter) belegt.

## Mythologischer Hintergrund
Frühere Annahmen, dass es sich um eine singuläre eigenständige Gottheit handelt, sind durch die moderne Forschung widerlegt. In der Frühzeit Sumers wurde der Begriff Anunna noch ohne die göttliche Zuweisung „DINGIR“ geschrieben und bezeichnete die „Götterversammlung zur Bestimmung des Schicksals“.

### Abgrenzung zu den Anunnaki
Die Anunna entsprechen nicht den Anunnaki in der akkadischen Überlieferung, da sie nicht den Rang von Unterweltsgöttern einnahmen, den die Anunnaki in späterer akkadischer Zeit teilweise bekleideten.
Die Anunna galten als mythologisches Vorbild für die akkadischen Anunnaki, deren Bezeichnung eine Begriffsentlehnung darstellte, jedoch nur in literarischen Texten vorkam und einen Bedeutungswandel erfuhr. In der akkadischen Sprache wurden „die großen Götter“ entsprechend als ilu-rabutum und ilu-matim, als „Götter des Landes“ bezeichnet.
Die Silbe KI als Anhang zu Anunna hatte unter anderem die Bedeutung von „Erde“ und „Unterwelt“. Dieser Wortanhang transformierte die ehemals „großen Götter“ zu „Göttern der Unterwelt“. Eine mythologische Gleichsetzung kann deshalb nicht vorgenommen werden.

### Zugehörigkeit zur Anunna
Der sumerische Name „A.NUN.NA“ verweist auf die Abstammung vom „großen weisen Fürsten (NUN)“. Mit „NUN“ ist Enki als Weisheitsgott gemeint. An den Götterversammlungen durften nur die Gottheiten teilnehmen, die miteinander verwandt waren.
Im Enḫeduanna-Text „Oberherrin, Mutige“ wird Inanna als „stolzeste aller Anunna-Gottheiten“ betitelt, „deren Befehle die anderen Anunna zum Kriechen veranlasst. Ohne Inanna findet kein ausgefeilter Ratsbeschluss Zustimmung“. Die späteren Verschmelzungen und Gleichsetzungen der Gottheiten werden durch die vorliegenden Götterlisten der Anunna deutlich.

### Organisation der Anunna
In der obersten Götterversammlung entschieden die wichtigsten Landesgottheiten, die gleichzeitig die wichtigsten Götter und Vorsteher der regionalen Götterversammlungen darstellten. Die Gottheiten der regionalen Götterversammlung repräsentierten wiederum die ranghöchsten Götter der kleinsten Regionalgemeinden.
So hieß beispielsweise die Götterversammlung von Eridu: DINGIRA.NUN.NA E.RI.DUKI. Götter konnten in verschiedenen Götterversammlungen vertreten sein, da es auch mehrere Kultorte der jeweiligen Gottheiten gab. In den Inschriften wird meist vermerkt, dass es sich um eine Versammlung der 50 höchsten Gottheiten handelte. Die Überprüfung der Götterlisten, die als Anwesenheitslisten geführt wurden, zeigt, dass mal mehr, mal weniger Götter genannt wurden.

### Funktion der Anunna
Die Anunna traten für wichtige göttliche Entscheidungen, erstmals bei der Schöpfung des Menschen, zusammen, um dessen Erscheinungsformen und Aufgaben zu bestimmen. Die ursprüngliche Bedeutung „Gottesopfer“ entstand aus diesem mythologischen Zusammenhang, da das erste Gottesopfer das Opfer der Gottheit Kingu war. Das Blut der getöteten Gottheit wurde mit Lehm zu einer Modelliermasse vermischt, aus der nach sumerischer Überlieferung der erste Mensch hervorging.
In anderen Zusammenhängen fungierten die Anunna als oberste Richter über Strafen und Belohnungen der jeweiligen Gottheiten selbst. Im Epos Inannas Gang in die Unterwelt entschieden sieben Mitglieder der Anunna, ob Inanna wieder auferstehen solle. In gleicher Funktion traten die Anunna bei der Schöpfung des Enkidu im Gilgamesch-Epos zusammen.

## Frühere Annahmen
Die frühere Deutung als Unterweltsgötter gründete sich auf einen Passus im Epos „Inannas Gang in die Unterwelt“: 

„DINGIRA.NUN.NA dikuiminbi iginise di mun[...]/dimundakurune/dimundakurune, was sinngemäß bedeutet: Die göttlichen Anunna, sieben Richter von ihnen, sprachen Recht hinsichtlich der Inanna vor Ereškigal.“

Aus dieser Passage wird ersichtlich, dass sieben Richter der Anunna ein Urteil fällten. Dass dieses Urteil in der Unterwelt gesprochen wurde oder dass es sich um Unterweltsrichter handelt, wird dagegen mit keinem Wort erwähnt. Die Zuweisung an die Unterwelt steht zudem im Widerspruch zur sonstigen Funktion der Anunna.